# Sesbania macroptera
Sesbania macroptera är en ärtväxtart som beskrevs av Marc Micheli. Sesbania macroptera ingår i släktet Sesbania och familjen ärtväxter. Inga underarter finns listade i Catalogue of Life.